# Karl August I von Alvensleben

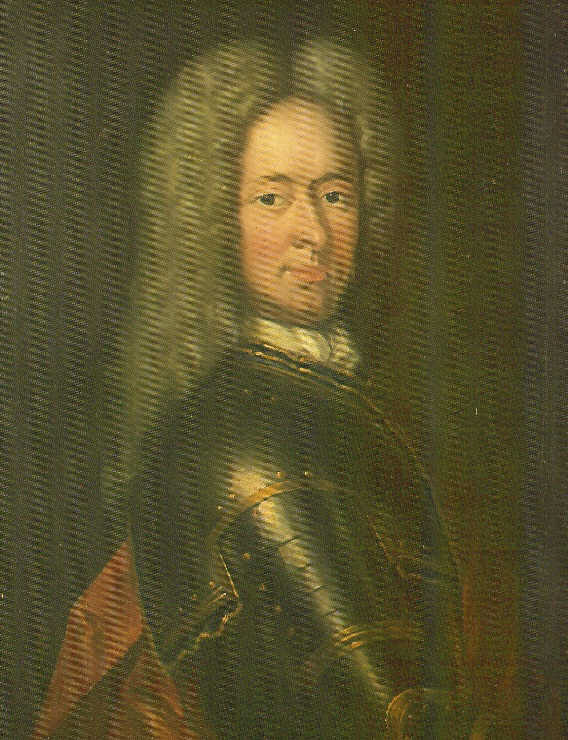
Karl August I

Karl August I von Alvensleben (Halle, 5 aprile 1661 – Helmstedt, 23 luglio 1697) è stato uno scrittore tedesco, del XVII secolo.

## Biografia
Apparteneva ad un'antica famiglia della Sassonia possidente il titolo comitale; suo padre era infatti lo storico tedesco conte Gebhard XXV von Alvensleben e il suo fratello maggiore il ministro degli Hannover in Germania Johann Friedrich II von Alvensleben. Il giovane conte crebbe in un ambiente colto e aperto, vicino alle idee di monarchia costituzionale inglesi e alla corrente illuministica.
Karl studiò all'Università di Lipsia grammatica e retorica e ben presto venne avvicinato alla corte degli Hannover, non ancora di Inghilterra, divenendo valletto del duca Ernesto I di Brunswick-Lüneburg a soli nove anni e poi gentiluomo di camera di Ernesto Augusto II di Hannover nel 1691.
In questo periodo Karl fu nominato anche cappellano protestante di corte e divenne favorito di Ernesto Augusto di Brunswick-Lüneburg, che lo rese poi anche bibliotecario di corte. Nel 1695 poi pubblicò il Codex Diplomaticus Alvenslebianus, una lunga e dettagliata storia di famiglia ricercata negli archivi sassoni e brandemburghesi e nei castelli e nella cattedrali, avente molti riferimenti all'araldica, tecniche pittoriche e altre discipline allora molto in voga, usate tutte per ricercare la storia della famiglia von Alvensleben. Con questa monumentale opere, il conte Karl August divulgò la storia di molti personaggi importanti della sua famiglia, di spicco nella storia tedesca, vescovi, templari, politici, ecc., e allo stesso tempo offre un quadro dettagliatissimo della storia delle corti tedesche e della loro politica, inserendo talvolta piccoli dialoghi e pettegolezzi di corte. Il saggio-opera letteraria sarebbe stato tradotto, trascritto e pubblicato nel 1867 da un discendente di Karl, Udo Gebhard Ferdinand von Alvensleben e arricchito dal figlio di questi Albrecht von Alvensleben-Schönborn.
Inoltre, prima di andare incontro ad una prematura morte per affogamento durante una cavalcata sulle rive del Weser, fu amico e mecenate di Leibnitz ed autore di un piccolo saggio scientifico, fatto pubblicare postumo nel 1804 da un altro suo discendente, il barone Gebhard Johann Achaz von Alvensleben. Suo nipote Johann Friedrich Karl von Alvensleben sarebbe diventato uno dei favoriti del re Giorgio II d'Inghilterra.